# Weisten
Weisten ist ein Dorf in der belgischen Eifel mit 64 Einwohnern, das zur Gemeinde Burg-Reuland in der Deutschsprachigen Gemeinschaft gehört.

## Geografie
Weisten liegt im äußersten Norden der Gemeinde Burg-Reuland, unmittelbar westlich von Crombach und nördlich von Braunlauf. Die Stadt Sankt Vith liegt circa fünf Kilometer nordöstlich.

## Geschichte

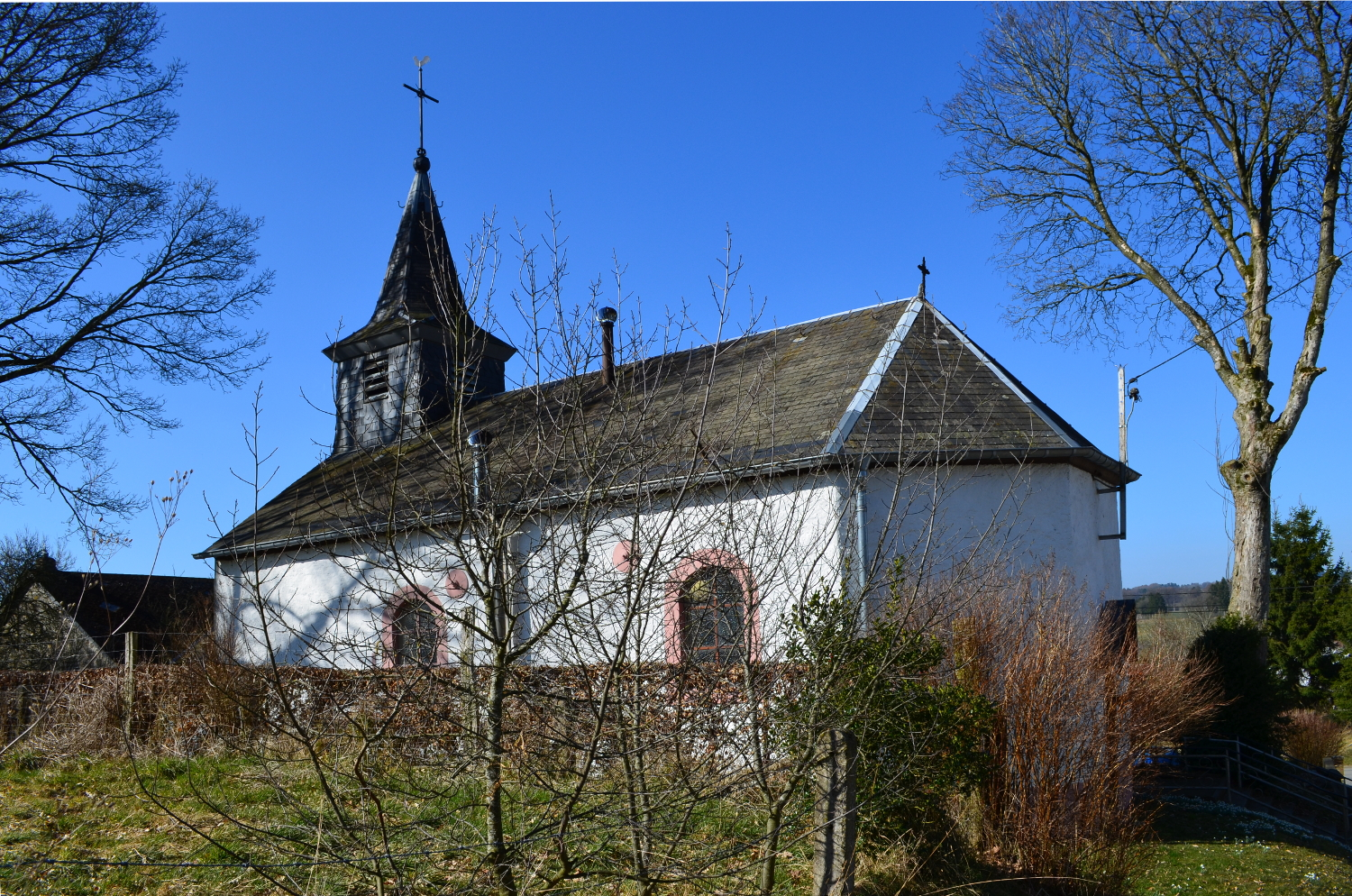
Kapelle in Weisten

Es ist bekannt, dass Weisten bereits um das Jahr 1552 existierte. 1885 wurde der Grundstein für die örtliche Herz-Jesu-Kapelle gelegt, deren Empore und Vorhof 1936 bzw. 1955 gebaut wurden. Ab dem Jahr 1923 befand sich in der oberen Hälfte des örtlichen Zollhauses eine Schule, in der bis 1972 unterrichtet wurde. Im Jahre 1936 wurde in Weisten eine Haltestelle der Eisenbahnlinie Libramont–St. Vith eröffnet. Der Verkehr auf der Strecke wurde in den 60er Jahren eingestellt.

## Sehenswürdigkeiten

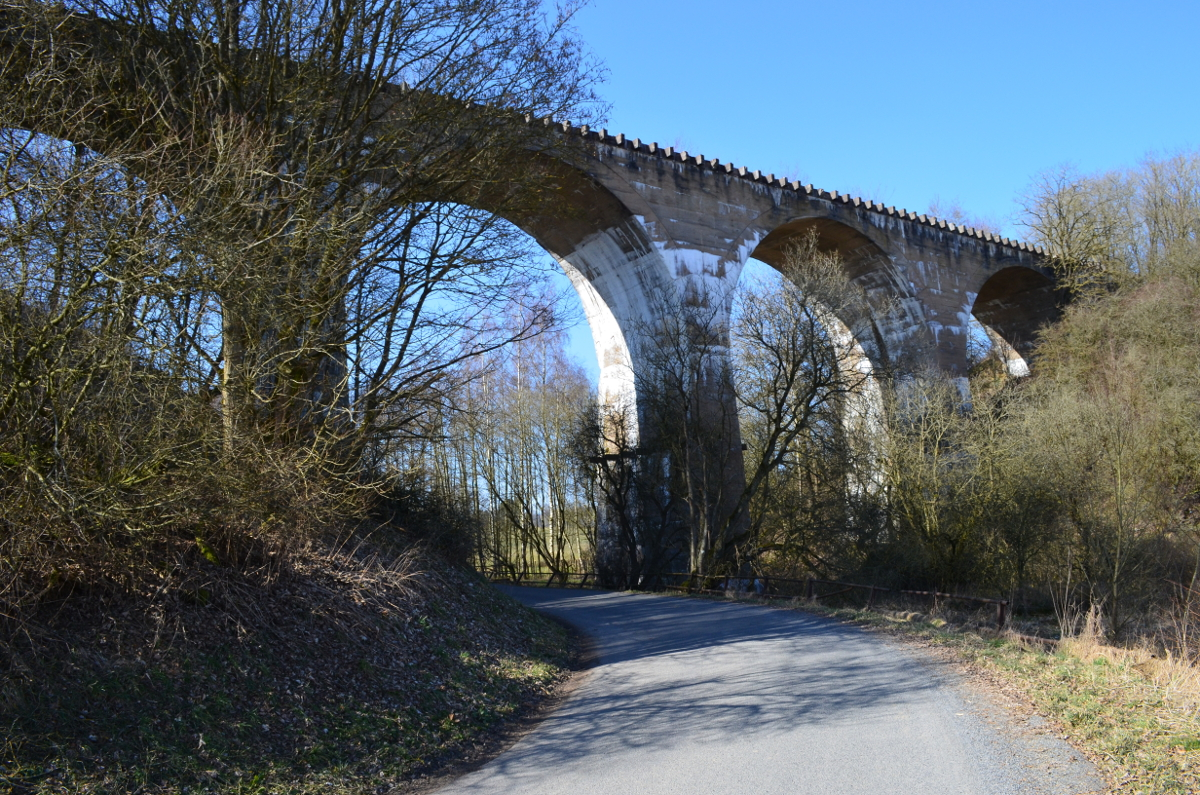
Viadukt Weisten

- Viadukt der Eisenbahnlinie Libramont–St. Vith (vier Pfeiler, 24 m hoch), erbaut 1915–1917 durch russische Kriegsgefangene[2]